# Długoszowate
Długoszowate (Osmundaceae) – rodzina paproci, jedyna z rzędu długoszowców Osmundales. Obejmuje ok. 23 gatunki grupowane w 4 lub 6 rodzajów. Rodzina ma zasięg niemal kosmopolityczny – brak jej tylko na obszarach okołobiegunowych i znajdujących się pod wpływem klimatu gorącego i suchego. W Europie, w tym w Polsce, rośnie tylko jeden gatunek – długosz królewski Osmunda regalis.
Są to paprocie naziemne, często rosnące w kępach i płatach. Uprawiane bywają jako ozdobne, włókniste „pnie” bywają wykorzystywane jako zamiennik do tworzenia podłoży do upraw storczyków (co jest powodem zagrożenia dla wielu populacji). Młode pędy i rdzeń kłącza bywają spożywane. Zarodniki długosza królewskiego ze względu na zawartość tiaminazy (enzymu rozkładającego witaminę B1) stosowano dawniej do sterylizacji i przerywania fermentacji piwa (Celtic heather ale).

## Morfologia

### Gametofit
Gametofity mają postać mięsistej, zielonej plechy wzmocnionej grubym żebrem i osiągającej nawet do 5 cm średnicy. Plecha może mieć kształt sercowaty lub taśmowaty, u dołu wytwarza chwytniki. Jest dość długotrwała – może żyć przez około rok. Zwykle gametofity są jednopienne – z plemniami powstającymi w bocznych, cieńszych częściach plechy i rodniami w sąsiedztwie zgrubiałego żeberka. Plemnie powstają egzogenicznie, na grubym i krótkim trzonku, są masywne i produkują dużo plemników.

### Sporofit

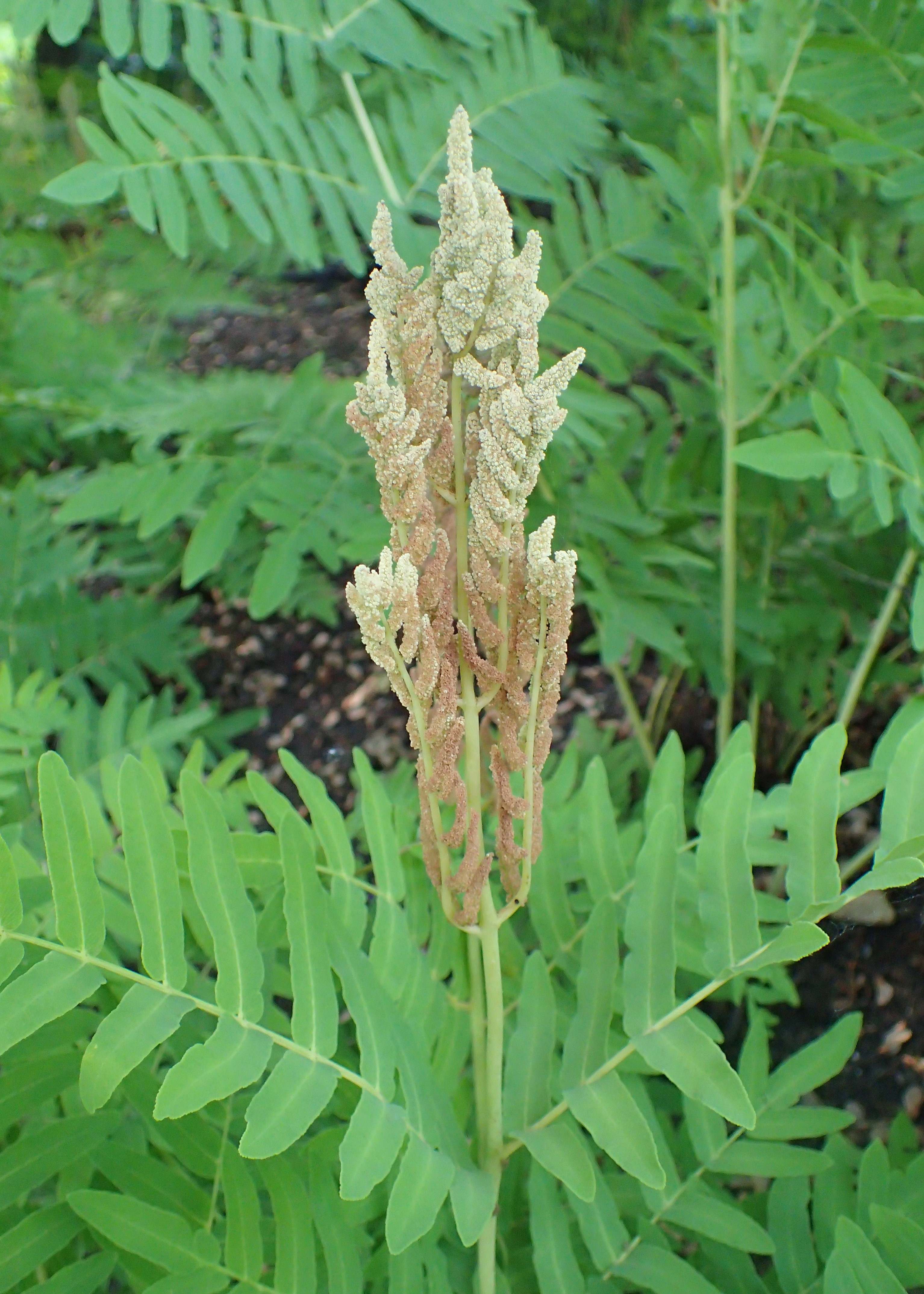
Liść długosza królewskiego z płonną częścią u dołu i płodną u góry

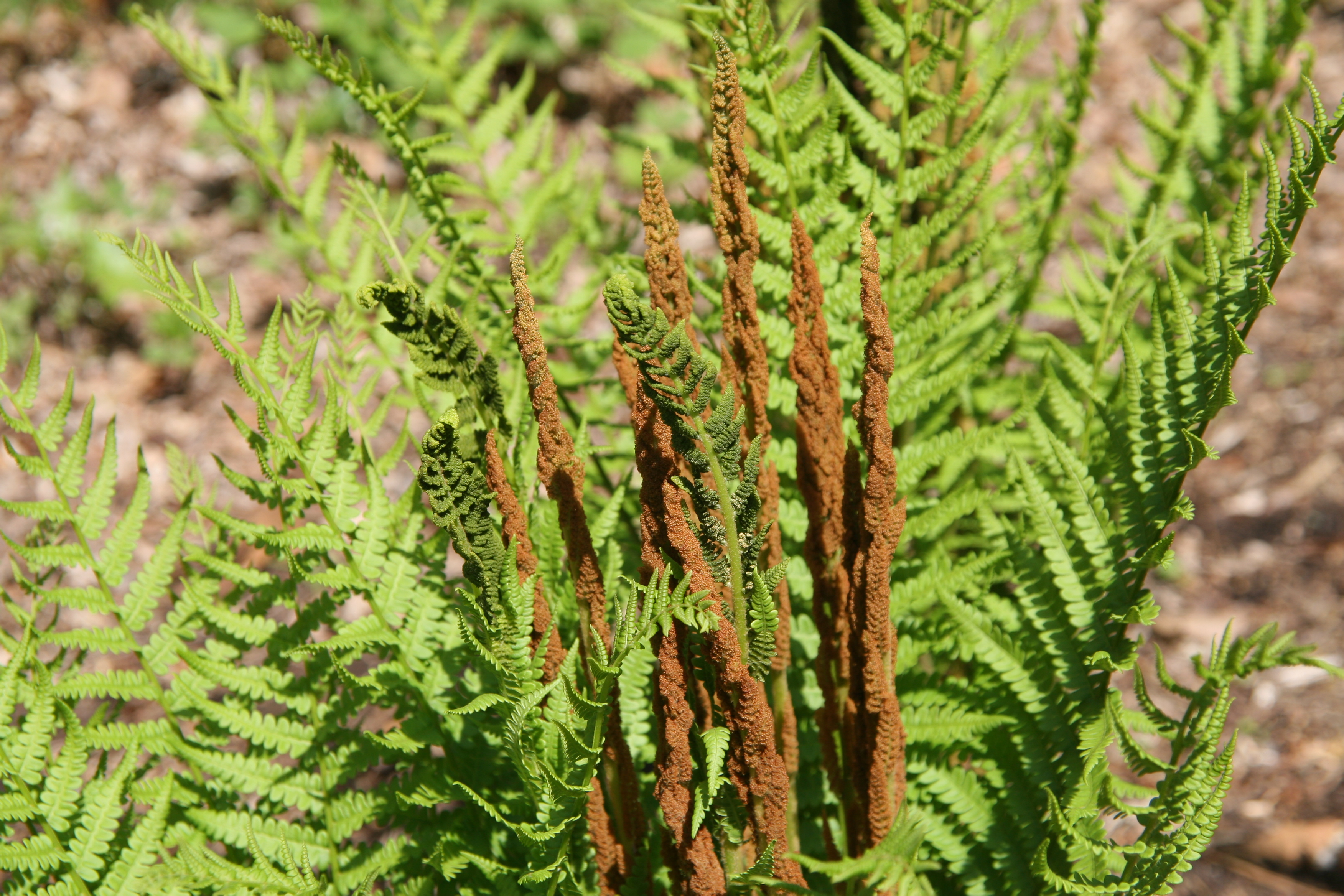
Osmundastrum cinnamomeum

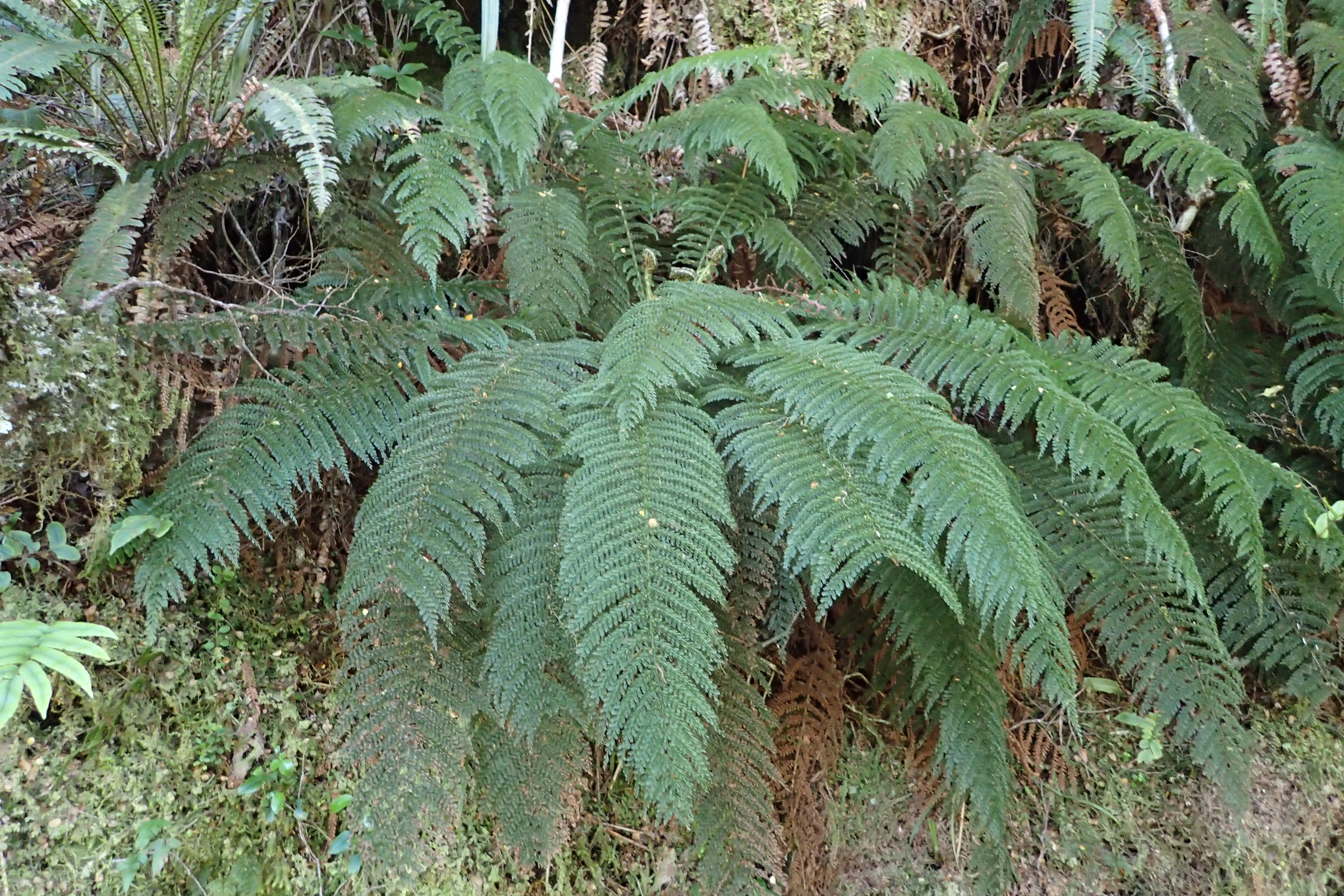
Leptopteris superba

PokrójPaprocie o kłączach nierozgałęzionych, krótkich i podziemnych, wznoszących się lub pełzających (Osmunda) albo też wznoszących się nad powierzchnię i osiągających nawet do 2 m wysokości (Todea, Leptopteris), nadając roślinom pokrój paproci drzewiastych. Łodygi nie przyrastają na grubość, ale usztywniający roślinę gruby pień powstaje z trwałych nasad liści i dodatkowo korzeni przybyszowych wyrastających w liczbie dwóch u nasady każdego liścia. Korzenie są czarne, włókniste.
LiścieDuże (u niektórych gatunków do 3 metrów długości), o blaszce liściowej pierzasto podzielonej. Liść powstaje z merystemu wierzchołkowego o trójsiecznej komórce inicjalnej (podobnie jak łodyga i zawiązki liści zachowują długo potencjalną możliwość przekształcenia się w pęd). Liście bywają u części przedstawicieli niezróżnicowane, u innych zróżnicowane na liście płonne i płodne (u Todea są one podobne), a jeszcze u innych liście rozwijają część płonną i część płodną (np. u Osmunda). Liście są za młodu owłosione, mają żyłki przewodzące otwarte i rozwidlające się. U niektórych gatunków z rodzaju Todea blaszka składa się zaledwie z 2–3 warstw komórek.
ZarodnieNie skupiają się w kupki – rozwijają się wzdłuż bocznych wiązek przewodzących na dolnej stronie liści i nie są okryte zawijką. Zarodnie są cienkościenne (ściany tworzy jedna warstwa komórek), mają krótki i gruby trzoneczek. Na szczycie zarodni znajduje się grupa grubościennych komórek tworzących prymitywny pierścień (annulus), który to pierścień nie inicjuje pękania zarodni, lecz bierze udział w rozwarciu zarodni po pęknięciu. Ścianka zarodni pęka podłużnie. W powstaniu zarodni bierze udział jedna lub kilka komórek epidermalnych.
ZarodnikiWewnątrz zarodni rozwija się ich od ponad 100 do ponad tysiąca. Są kuliste, na jednym biegunie z trójdzielną krawędzią. Zawierają liczne chloroplasty i w efekcie są zielone.

## Systematyka i pochodzenie
Długoszowce znani są ze śladów kopalnych z permu.
Jedyna rodzina w obrębie monotypowego rzędu długoszowców Osmundales stanowiącego klad bazalny współczesnych paprotkowych Polypodiidae z klasy paproci Polypodiopsida. Wykazuje zarówno cechy typowe dla paprotkowych (paproci cienkozarodniowych), jak i strzelichowych (paproci grubozarodniowych). Do cech pierwotnych należą m.in. przylistki; otwarte użyłkowanie; duża liczba zarodników wytwarzanych w zarodniach; to, że zarodnie powstają z więcej niż pojedynczej komórki; długo żyjące gametofity z masywnymi plemniami; brak zawijki; jednocześnie dojrzewające zarodniki. 
Ze względu na nagromadzenie cech pierwotnych grupa ta bywa wyodrębniana od pozostałych paproci cienkozarodniowych Filicidae jako podklasa długoszowe Osmundidae.
Pozycja systematyczna w obrębie podklasy paprotkowych według systemu Nitta i in. (2022)
|  | rozpłochowce Hymenophyllales |
|  |                              |
|  | glejcheniowce Gleicheniales  |
|  |                              |

|  | \| \| salwiniowce Salviniales \| \| \| \| \| \| olbrzymkowce Cyatheales \| \| \| \| |
|  |                                                                                     |
|  | paprotkowce Polypodiales                                                            |
|  |                                                                                     |
|  | salwiniowce Salviniales                                                             |
|  |                                                                                     |
|  | olbrzymkowce Cyatheales                                                             |
|  |                                                                                     |

|  | salwiniowce Salviniales |
|  |                         |
|  | olbrzymkowce Cyatheales |
|  |                         |

|  | \| \| salwiniowce Salviniales \| \| \| \| \| \| olbrzymkowce Cyatheales \| \| \| \| |
|  |                                                                                     |
|  | paprotkowce Polypodiales                                                            |
|  |                                                                                     |
|  | salwiniowce Salviniales                                                             |
|  |                                                                                     |
|  | olbrzymkowce Cyatheales                                                             |
|  |                                                                                     |

|  | salwiniowce Salviniales |
|  |                         |
|  | olbrzymkowce Cyatheales |
|  |                         |

|  | rozpłochowce Hymenophyllales |
|  |                              |
|  | glejcheniowce Gleicheniales  |
|  |                              |

|  | \| \| salwiniowce Salviniales \| \| \| \| \| \| olbrzymkowce Cyatheales \| \| \| \| |
|  |                                                                                     |
|  | paprotkowce Polypodiales                                                            |
|  |                                                                                     |
|  | salwiniowce Salviniales                                                             |
|  |                                                                                     |
|  | olbrzymkowce Cyatheales                                                             |
|  |                                                                                     |

|  | salwiniowce Salviniales |
|  |                         |
|  | olbrzymkowce Cyatheales |
|  |                         |

|  | \| \| salwiniowce Salviniales \| \| \| \| \| \| olbrzymkowce Cyatheales \| \| \| \| |
|  |                                                                                     |
|  | paprotkowce Polypodiales                                                            |
|  |                                                                                     |
|  | salwiniowce Salviniales                                                             |
|  |                                                                                     |
|  | olbrzymkowce Cyatheales                                                             |
|  |                                                                                     |

|  | salwiniowce Salviniales |
|  |                         |
|  | olbrzymkowce Cyatheales |
|  |                         |

|  | rozpłochowce Hymenophyllales |
|  |                              |
|  | glejcheniowce Gleicheniales  |
|  |                              |

|  | \| \| salwiniowce Salviniales \| \| \| \| \| \| olbrzymkowce Cyatheales \| \| \| \| |
|  |                                                                                     |
|  | paprotkowce Polypodiales                                                            |
|  |                                                                                     |
|  | salwiniowce Salviniales                                                             |
|  |                                                                                     |
|  | olbrzymkowce Cyatheales                                                             |
|  |                                                                                     |

|  | salwiniowce Salviniales |
|  |                         |
|  | olbrzymkowce Cyatheales |
|  |                         |

|  | \| \| salwiniowce Salviniales \| \| \| \| \| \| olbrzymkowce Cyatheales \| \| \| \| |
|  |                                                                                     |
|  | paprotkowce Polypodiales                                                            |
|  |                                                                                     |
|  | salwiniowce Salviniales                                                             |
|  |                                                                                     |
|  | olbrzymkowce Cyatheales                                                             |
|  |                                                                                     |

|  | salwiniowce Salviniales |
|  |                         |
|  | olbrzymkowce Cyatheales |
|  |                         |

|  | rozpłochowce Hymenophyllales |
|  |                              |
|  | glejcheniowce Gleicheniales  |
|  |                              |

|  | \| \| salwiniowce Salviniales \| \| \| \| \| \| olbrzymkowce Cyatheales \| \| \| \| |
|  |                                                                                     |
|  | paprotkowce Polypodiales                                                            |
|  |                                                                                     |
|  | salwiniowce Salviniales                                                             |
|  |                                                                                     |
|  | olbrzymkowce Cyatheales                                                             |
|  |                                                                                     |

|  | salwiniowce Salviniales |
|  |                         |
|  | olbrzymkowce Cyatheales |
|  |                         |

|  | \| \| salwiniowce Salviniales \| \| \| \| \| \| olbrzymkowce Cyatheales \| \| \| \| |
|  |                                                                                     |
|  | paprotkowce Polypodiales                                                            |
|  |                                                                                     |
|  | salwiniowce Salviniales                                                             |
|  |                                                                                     |
|  | olbrzymkowce Cyatheales                                                             |
|  |                                                                                     |

|  | salwiniowce Salviniales |
|  |                         |
|  | olbrzymkowce Cyatheales |
|  |                         |

Pozycja systematyczna w obrębie podklasy w systemie PPGI (2016) oraz Smitha i in. (2006)
|  | salwiniowce Salviniales                                                              |
|  |                                                                                      |
|  | \| \| olbrzymkowce Cyatheales \| \| \| \| \| \| paprotkowce Polypodiales \| \| \| \| |
|  |                                                                                      |
|  | olbrzymkowce Cyatheales                                                              |
|  |                                                                                      |
|  | paprotkowce Polypodiales                                                             |
|  |                                                                                      |

|  | olbrzymkowce Cyatheales  |
|  |                          |
|  | paprotkowce Polypodiales |
|  |                          |

|  | salwiniowce Salviniales                                                              |
|  |                                                                                      |
|  | \| \| olbrzymkowce Cyatheales \| \| \| \| \| \| paprotkowce Polypodiales \| \| \| \| |
|  |                                                                                      |
|  | olbrzymkowce Cyatheales                                                              |
|  |                                                                                      |
|  | paprotkowce Polypodiales                                                             |
|  |                                                                                      |

|  | olbrzymkowce Cyatheales  |
|  |                          |
|  | paprotkowce Polypodiales |
|  |                          |

|  | salwiniowce Salviniales                                                              |
|  |                                                                                      |
|  | \| \| olbrzymkowce Cyatheales \| \| \| \| \| \| paprotkowce Polypodiales \| \| \| \| |
|  |                                                                                      |
|  | olbrzymkowce Cyatheales                                                              |
|  |                                                                                      |
|  | paprotkowce Polypodiales                                                             |
|  |                                                                                      |

|  | olbrzymkowce Cyatheales  |
|  |                          |
|  | paprotkowce Polypodiales |
|  |                          |

|  | salwiniowce Salviniales                                                              |
|  |                                                                                      |
|  | \| \| olbrzymkowce Cyatheales \| \| \| \| \| \| paprotkowce Polypodiales \| \| \| \| |
|  |                                                                                      |
|  | olbrzymkowce Cyatheales                                                              |
|  |                                                                                      |
|  | paprotkowce Polypodiales                                                             |
|  |                                                                                      |

|  | olbrzymkowce Cyatheales  |
|  |                          |
|  | paprotkowce Polypodiales |
|  |                          |

|  | salwiniowce Salviniales                                                              |
|  |                                                                                      |
|  | \| \| olbrzymkowce Cyatheales \| \| \| \| \| \| paprotkowce Polypodiales \| \| \| \| |
|  |                                                                                      |
|  | olbrzymkowce Cyatheales                                                              |
|  |                                                                                      |
|  | paprotkowce Polypodiales                                                             |
|  |                                                                                      |

|  | olbrzymkowce Cyatheales  |
|  |                          |
|  | paprotkowce Polypodiales |
|  |                          |

|  | salwiniowce Salviniales                                                              |
|  |                                                                                      |
|  | \| \| olbrzymkowce Cyatheales \| \| \| \| \| \| paprotkowce Polypodiales \| \| \| \| |
|  |                                                                                      |
|  | olbrzymkowce Cyatheales                                                              |
|  |                                                                                      |
|  | paprotkowce Polypodiales                                                             |
|  |                                                                                      |

|  | olbrzymkowce Cyatheales  |
|  |                          |
|  | paprotkowce Polypodiales |
|  |                          |

|  | salwiniowce Salviniales                                                              |
|  |                                                                                      |
|  | \| \| olbrzymkowce Cyatheales \| \| \| \| \| \| paprotkowce Polypodiales \| \| \| \| |
|  |                                                                                      |
|  | olbrzymkowce Cyatheales                                                              |
|  |                                                                                      |
|  | paprotkowce Polypodiales                                                             |
|  |                                                                                      |

|  | olbrzymkowce Cyatheales  |
|  |                          |
|  | paprotkowce Polypodiales |
|  |                          |

|  | salwiniowce Salviniales                                                              |
|  |                                                                                      |
|  | \| \| olbrzymkowce Cyatheales \| \| \| \| \| \| paprotkowce Polypodiales \| \| \| \| |
|  |                                                                                      |
|  | olbrzymkowce Cyatheales                                                              |
|  |                                                                                      |
|  | paprotkowce Polypodiales                                                             |
|  |                                                                                      |

|  | olbrzymkowce Cyatheales  |
|  |                          |
|  | paprotkowce Polypodiales |
|  |                          |

|  | salwiniowce Salviniales                                                              |
|  |                                                                                      |
|  | \| \| olbrzymkowce Cyatheales \| \| \| \| \| \| paprotkowce Polypodiales \| \| \| \| |
|  |                                                                                      |
|  | olbrzymkowce Cyatheales                                                              |
|  |                                                                                      |
|  | paprotkowce Polypodiales                                                             |
|  |                                                                                      |

|  | olbrzymkowce Cyatheales  |
|  |                          |
|  | paprotkowce Polypodiales |
|  |                          |

|  | salwiniowce Salviniales                                                              |
|  |                                                                                      |
|  | \| \| olbrzymkowce Cyatheales \| \| \| \| \| \| paprotkowce Polypodiales \| \| \| \| |
|  |                                                                                      |
|  | olbrzymkowce Cyatheales                                                              |
|  |                                                                                      |
|  | paprotkowce Polypodiales                                                             |
|  |                                                                                      |

|  | olbrzymkowce Cyatheales  |
|  |                          |
|  | paprotkowce Polypodiales |
|  |                          |

|  | salwiniowce Salviniales                                                              |
|  |                                                                                      |
|  | \| \| olbrzymkowce Cyatheales \| \| \| \| \| \| paprotkowce Polypodiales \| \| \| \| |
|  |                                                                                      |
|  | olbrzymkowce Cyatheales                                                              |
|  |                                                                                      |
|  | paprotkowce Polypodiales                                                             |
|  |                                                                                      |

|  | olbrzymkowce Cyatheales  |
|  |                          |
|  | paprotkowce Polypodiales |
|  |                          |

|  | salwiniowce Salviniales                                                              |
|  |                                                                                      |
|  | \| \| olbrzymkowce Cyatheales \| \| \| \| \| \| paprotkowce Polypodiales \| \| \| \| |
|  |                                                                                      |
|  | olbrzymkowce Cyatheales                                                              |
|  |                                                                                      |
|  | paprotkowce Polypodiales                                                             |
|  |                                                                                      |

|  | olbrzymkowce Cyatheales  |
|  |                          |
|  | paprotkowce Polypodiales |
|  |                          |

|  | salwiniowce Salviniales                                                              |
|  |                                                                                      |
|  | \| \| olbrzymkowce Cyatheales \| \| \| \| \| \| paprotkowce Polypodiales \| \| \| \| |
|  |                                                                                      |
|  | olbrzymkowce Cyatheales                                                              |
|  |                                                                                      |
|  | paprotkowce Polypodiales                                                             |
|  |                                                                                      |

|  | olbrzymkowce Cyatheales  |
|  |                          |
|  | paprotkowce Polypodiales |
|  |                          |

|  | salwiniowce Salviniales                                                              |
|  |                                                                                      |
|  | \| \| olbrzymkowce Cyatheales \| \| \| \| \| \| paprotkowce Polypodiales \| \| \| \| |
|  |                                                                                      |
|  | olbrzymkowce Cyatheales                                                              |
|  |                                                                                      |
|  | paprotkowce Polypodiales                                                             |
|  |                                                                                      |

|  | olbrzymkowce Cyatheales  |
|  |                          |
|  | paprotkowce Polypodiales |
|  |                          |

|  | salwiniowce Salviniales                                                              |
|  |                                                                                      |
|  | \| \| olbrzymkowce Cyatheales \| \| \| \| \| \| paprotkowce Polypodiales \| \| \| \| |
|  |                                                                                      |
|  | olbrzymkowce Cyatheales                                                              |
|  |                                                                                      |
|  | paprotkowce Polypodiales                                                             |
|  |                                                                                      |

|  | olbrzymkowce Cyatheales  |
|  |                          |
|  | paprotkowce Polypodiales |
|  |                          |

|  | salwiniowce Salviniales                                                              |
|  |                                                                                      |
|  | \| \| olbrzymkowce Cyatheales \| \| \| \| \| \| paprotkowce Polypodiales \| \| \| \| |
|  |                                                                                      |
|  | olbrzymkowce Cyatheales                                                              |
|  |                                                                                      |
|  | paprotkowce Polypodiales                                                             |
|  |                                                                                      |

|  | olbrzymkowce Cyatheales  |
|  |                          |
|  | paprotkowce Polypodiales |
|  |                          |

Podział na rodzaje
Dawniej wyróżniano tu tylko dwa rodzaje – długosz Osmunda i Todea. W systemie Smitha i in. z 2006 ujęto tu trzy rodzaje (doszedł Leptopteris). Następnie wyodrębniono z rodzaju Osmunda monotypowy rodzaj Osmundastrum. Wyróżniający liczne rodzaje system PPG I z 2016 dodał tu jeszcze dwa kolejne – Claytosmunda (monotypowy dla C. claytoniana ≡ Osmunda claytoniana) i Plenasium w innych ujęciach stanowiący podrodzaj o tej nazwie w obrębie Osmunda (to samo ujęcie prezentuje World Plants).
- Leptopteris C. Presl
- Osmunda L. – długosz (w tym czasem wyodrębniane: Plenasium i Claytosmunda)
- Osmundastrum C. Presl
- Todea Willd. ex Bernh.